# Палайский язык
Пала́йский язы́к — вымерший малоазийский язык, принадлежавший к анатолийской ветви индоевропейских языков. Засвидетельствован в ритуальных клинописных текстах XVII—XIV веков до н. э., найденных в Хаттусе — столице Хеттского царства. Сохранившиеся тексты преимущественно использовались в культе божества Ципарфы (Цапарфы), заимствованного хеттами из хаттского пантеона.
Палайский перестал использоваться как живой язык уже к XIII веку до н. э., а возможно даже уже в XVII веке до н. э., к которому относятся самые ранние сохранившиеся тексты.

## О названии

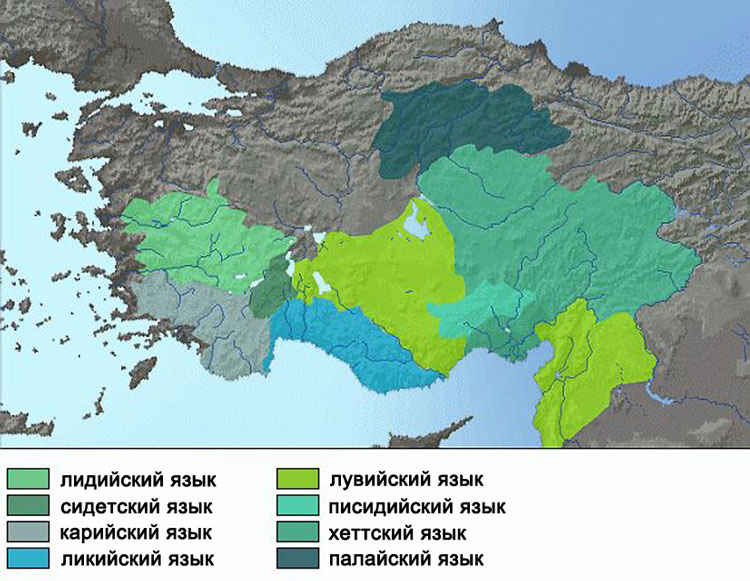
Палайский среди других анатолийских языков

Самоназвание палайцев и палайского языка неизвестно. В хеттских текстах упоминается наречие palaumnili «по-палайски», образованное от топонима Palā «Пала», которая была расположена, вероятно, на северо-западе Анатолии между реками Галис (Кызылырмак) и Сангариус (Сакарья). Топоним «Пала» сохранился в географическом названии «Пафлагония».

## Классификация
Грамматика палайского языка близка к хеттской. Существует версия, что эти языки составляли одну подгруппу анатолийских языков, однако надёжной доказательной научной базы для этого нет.

## Письменность
Палайский записывался той же версией клинописи, что и хеттский, с использованием лигатур знака WA с гласными для передачи слогов, содержащих f. Кроме того, в отличие от хеттского, практически не использовались шумерограммы.

## Лингвистическая характеристика

### Фонетика и фонология
В связи с бедностью корпуса палайского языка, трудностями дешифровки и использованием клинописи, почти аналогичной хеттской, для палайского восстанавливается почти та же фонетика, что и для хеттского.

#### Гласные
В палайском четыре гласных звука, все они могут быть как краткими, так и долгими, долгота гласных передавалась удвоением клинописного знака (scriptio plena). Являлись ли [e] и [eː] фонемами, остаётся предметом дискуссий.
Гласные палайского языка:
| Подъём\ряд | Передний | Средний | Задний |
| ---------- | -------- | ------- | ------ |
| Верхний    | i iː     |         | u uː   |
| Средний    | e eː     |         |        |
| Нижний     |          | a aː    |        |

#### Согласные
Согласные палайского языка в виде таблицы:
| Способ артикуляции ↓     | Губно-губные | Губно-зубные | Зубные | Альв. | Палат. | Заднеяз. | Глотт. |
| Взрывные                 | p b          |              | t d    |       |        | k g kʷ   |        |
| Носовые                  | m            |              | n      |       |        |          |        |
| Дрожащие                 |              |              |        | r     |        |          |        |
| Аффрикаты                |              |              | t͡s     |       |        |          |        |
| Фрикативные              |              | f            | s      | ʒ     |        | x xʷ     | ħ ʔ    |
| Скользящие аппроксиманты | w            |              |        |       | j      |          |        |
| Боковые                  |              |              |        | l     |        |          |        |

Среди учёных нет единства по поводу того, какое именно противопоставление передавало удвоенное написание клинописных знаков: по звонкости — глухости или силе — слабости.
Звук f (в клинописи передаётся лигатурой знака wa и знака для одной из гласных) встречается только в заимствованиях из хаттского. Возможно также, что в некоторых случаях такая транслитерация использовалась для передачи звонкого v.

### Морфология

#### Имя
Существительное: два числа (единственное и множественное), два рода (одушевлённый/общий и неодушевлённый/средний), шесть падежей (именительный, родительный, дательный, винительный, звательный, творительный, местный), во множественном числе совпадают формы дательного и местного, именительного и звательного. Номинатив и аккузатив не различаются в неодушевлённом роде. Принадлежность выражается, кроме родительного падежа, также с помощью относительного прилагательного («отцовский дом» вместо «дом отца»), но это явление не столь широко распространено, как в западных анатолийских языках. Неизвестно, есть ли какое-либо функциональное различие между двумя этими конструкциями.
Имеется несколько типов склонения (основы на -a-, -i-, -u- и согласный).
Падежные окончания имеют индоевропейское происхождение: номинатив ед. ч. (одуш.) /-s/, вокатив ед. ч. /-∅/, аккузатив ед. ч. (одуш.) /-n/, номинатив-аккузатив ед. ч. неодуш. /-∅/ или /-an/, генитив ед. ч. /-as/, датив ед. ч. /-i/ или /-ai/, номинатив мн. ч. (одуш.) /-es/ (или /-as/ < ∗-ōs), номинатив-аккузатив мн. ч. (неодуш.) /-a/. Аккузатив одушевлённого рода мн. ч. надёжно не засвидетельствован. Локативное окончание /-a/ сопоставляется с хеттским аллативом /-a/ (из ИЕ ∗-h₂e / ∗-oh₂?). Окончание датива-локатива мн. ч. /-as/ соответствует хеттским и ликийским окончаниям, отражающим ИЕ ∗-os (ср. лат. -bus, с начальным лабиальным).

#### Местоимение
Надёжно засвидетельствована основа относительно-вопросительного местоимения kui- «кто», «что». Указательные местоимения различают две степени удаления: kā- «этот» и anni- «тот». Личные местоимения зафиксированы плохо: известна энклитическая форма дательного и винительного падежей личного местоимения первого лица единственного числа -mu «мне», «меня», именительный (tī) и дательный и винительный (tū) падежи местоимения второго лица, а также полная парадигма энклитических форм местоимения третьего лица.

#### Глагол
Глагол изменялся по двум числам, трём лицам, двум наклонениям (изъявительному и повелительному), двум временам (настоящее-будущее и прошедшее) и двум залогам (активный и медио-пассивный). Глагольные окончания
формально сходны с таковыми в других анатолийских языках, но некоторые свидетельства заставляют предположить, что есть и отличия от хеттского и лувийского.
Имеется два спряжения, соответствующих хеттским спряжениям на -mi и -ḫi.
Существовал инфинитив на -(u)na (aḫuna 'пить'), сходный с лувийским. Для
образования причастия используются 2 суффикса, -ant- и -amma- (например, takkuwānteš / patamman, хотя значение последнего примера спорно и этот случай может оказаться лексикализированным архаизмом).

### Синтаксис
Порядок слов свободный, немаркированный порядок SOV. На первое место может быть вынесен практически любой член предложения, требующий логического выделения. Обычна бессоюзная связь. Имеются энклитические
союзы -ku и -ha, последний из них означает «также» и первый, вероятно, тоже. Союз «и» не засвидетельствован. Единственный известный подчинительный союз — man «если» (соответствует хеттскому man).
Сохраняется древняя индоевропейская конструкция, в которой подлежащее во множественном числе среднего рода согласуется с глаголом в единственном числе. При наличии нескольких подлежащих глагол согласуется с первым из них: lukīt=ku tabarnaš tawannannaš 'Также разделили царь (и) царица', где lukīt — форма 3-го л. ед. ч. претерита.

### Лексика
В целом сохранилось около 200 палайских слов, значение многих неизвестно. Базисная лексика известна плохо: засвидетельствовано всего 22 слова из стословного списка Сводеша. Имеются заимствования из хаттского языка, по большей части имена божеств.

## История изучения
В 1919 году палайский был идентифицирован Э. Форререм как один из восьми языков богазкёйского архива и вскоре определён как самостоятельный индоевропейский язык, близкий хеттскому. В 1944 году Г. Оттен подвёл под это основательную научную базу. Впоследствии важные научные труды по палайскому были написаны А. Камменхубер (Das Palaische: Texte und Wortschatz, 1959) и О. Карубой (Das Palaische. Texte, Grammatik, Lexikon, 1970). Со времени публикации этих работ изучение палайского языка продвинулось крайне мало.